# Classificació Aarne-Thompson
La classificació Aarne-Thompson (des de 2004 també coneguda com a Aarne-Thompson-Uther) és un sistema de classificació dels contes i narracions folklòriques segons els motius i elements comuns que hi apareixen. La classificació els assigna un nombre que agilitza les comparacions entre relats de diferents cultures i entre versions de la mateixa història.
El nom de la classificació és el dels autors que l'han elaborada i reelaborada. El 1910 el finès Antti Aarne va publicar (en alemany) Verzeichnis der Märchentypen mit Hülfe von Fachgenossen ('Catàleg de la tipologia dels contes') basat en reculls de contes finesos, danesos i en els contes dels germans Grimm. L'any següent va publicar el llibre Finnische Märchenvarianten. Verzeichnis der bis 1908 gesammelten Aufzeichnungen ('Variants dels contes finesos. Catàleg dels registres recollits fins a 1908'). El 1927 Stith Thompson va publicar la primera ampliació del sistema en una traducció a l'anglès del sistema d'Aarne. El 1961 en publicà encara una segona edició titulada The Types of the Folktale. A classification and bibliography. Aquí establí la numeració coneguda com a «AaTh» o «AT» entre els folkloristes. Més recentment, l'any 2004, Hans-Jörg Uther va reelaborar el catàleg sota el títol The types of international folktales. A classification and bibliography. Based on the system of Antti Aarne and Stith Thompson. Des d'aleshores es coneix com a Aarne-Thompson-Uther (sigla: ATU).
El sistema ha estat criticat pel seu eurocentrisme. També pel fet que no es preveuen les funcions dels motius, de manera que dos contes que tenen dos motius diferents (p. ex. un humà i un animal) però amb la mateixa funció queden separats en la classificació. Vladímir Propp establí les anomenades «funcions de Propp» que prenen en consideració aquest element funcional.

## Esquema bàsic de la classificació
El primer grup dels contes (1-299) el formen els relats protagonitzats per animals, diferenciant si aquests són salvatges o no i la interacció o manca d'interacció amb els humans.
Al segon grup estan els contes on l'essencial és la màgia (300-749), que inclou els relats amb un enemic màgic, les històries on un ésser proper al protagonista es transforma i els contes on apareixen objectes màgics. Una variant (750-849) són els contes religiosos, on se substitueix o complementa la màgia per la presència de Déu o el dimoni i les accions dels personatges reben un càstig o un premi exemplar.
Dins el tercer grup s'abandona el món de la meravella per centrar-se en les persones corrents (850-999). S'hi troben les històries que analitzen les classes socials (usualment el matrimoni amb el príncep o princesa segella l'ascens social) i els relats sobre la conducta adequada, especialment en l'àmbit domèstic i infantil.
Al quart grup el que predomina és un antagonista (1000-1199) en forma de gegant o ogre (també amb la variant religiosa del dimoni) que és vençut gràcies a l'enginy i les bones obres.
En un cinquè grup apareixen les històries d'humor (1200-1999), siguin basades en un acudit, amb presència de personatges ridículs o burla de determinats estaments socials (especialment la dona).
Per acabar, es troben els contes basats en una fórmula i repetició d'episodis similars (2000-2399), provinents de la tradició oral. La repetició s'articula al voltant d'un nombre (sovint el tres o el set) fins al desenllaç final, on es produeix un canvi que anul·la la repetició. Igualment estan en aquest apartat les falses històries, que no progressen i es limiten a repetir una cadena de fets que porta invariablement a l'inici.